# Peter Koch (Fußballspieler)
Peter Koch (* 3. November 1950 in Frankfurt am Main) ist ein deutscher Fußballspieler, der in den Jahren 1975 bis 1979 für den  FSV Frankfurt in der 2. Bundesliga Süd 108 Spiele bestritt und sieben Tore erzielte.

## Amateurliga und Regionalliga, 1971–1975
Peter Koch kam als 20-Jähriger zur Saison 1971/72 an den Bornheimer Hang. In den beiden Jahren zuvor hatte der gebürtige Eckenheimer für den Stadtteilclub Viktoria Preußen in der Frankfurter Bezirksliga mit 46 Toren auf sich aufmerksam gemacht, so dass der neue FSV-Trainer Erich Gehbauer neben dem prominentesten Neuzugang, dem Ex-Profi und -Nationalspieler Horst „Schotte“ Trimhold, unter anderem auch das Frankfurter Stürmertalent für die Oberligamannschaft verpflichtete. Bereits zu seinem Einstand beim 8:3 gegen den VfB Gießen erzielte Koch drei Treffer. Am Ende seiner ersten Saison bei den Bornheimern standen 23 Ligatore zu Buche, er war damit der beste Torschütze der Gehbauer-Elf. Koch handelte sich im Rundenverlauf aber auch zwei Platzverweise bei den beiden Auswärtsspielen in Wiesbaden ein – beim SVW sowie bei der Germania. Der FSV musste sich trotz eines Torverhältnisses von 124:39 mit der Vizemeisterschaft hinter dem VfR Bürstadt zufriedengeben. Der Saisonhöhepunkt war daher das Endspiel um die deutsche Amateurmeisterschaft 1972, in dem die Mannschaft den westfälischen Vertreter TSV Marl-Hüls mit 2:1 besiegte.
Mit nahezu demselben Kader, verstärkt lediglich um Klaus-Peter Stahl (Eintracht Frankfurt) und  Mitar Krajšić (zurück vom SV Göppingen), gelang dem FSV 1972/73 die Meisterschaft in der hessischen Amateurliga und damit nach drei Jahren die Rückkehr in die zweitklassige Regionalliga Süd. Der Vorsprung auf die Konkurrenz war mit sieben Punkten auf den Tabellenzweiten, der SpVgg Bad Homburg, sehr deutlich ausgefallen, und die Dominanz der Mannschaft vom Bornheimer Hang äußerte sich auch darin, dass zu den beiden Länderpokalspielen der Hessischen Auswahlmannschaft gleich sechs FSV-Akteure, darunter auch Peter Koch, berufen wurden. Neuzugang Klaus-Peter Stahl gelang auch der Sprung in die Amateurnationalmannschaft.
Die Regionalliga-Runde 1973/74 stand ganz im Zeichen der bevorstehenden Einführung der 2. Fußball-Bundesliga, die im Jahr darauf die fünf Regionalligen als zweithöchste Spielstufe ablösen sollte. Da zur Qualifikation die Ergebnisse der letzten fünf Jahre herangezogen wurden, wurden dem FSV nur Außenseiterchancen eingeräumt, aber die Bornheimer hielten sich bis zum letzten Spieltag die Möglichkeit offen, schlossen die Saison auf dem elften Platz ab und scheiterten damit nur knapp. Peter Koch dachte nach mehreren Verletzungen in der Vorsaison bereits ans Aufhören, ließ sich aber zum Weitermachen überreden. Mit Otmar Groh als neuem Trainer und weitgehend demselben Spielerstamm wie im Jahr zuvor sicherte sich der FSV die Herbstmeisterschaft und stand vor dem letzten Spieltag mit einem Punkt Vorsprung vor Verfolger VfR Oli Bürstadt auf Platz 1 der Tabelle. Im letzten Spiel gegen Bürstadt reichte dem FSV somit ein Unentschieden zur Meisterschaft. Das Spiel vor der Rekordkulisse von 20.000 Zuschauern am Bornheimer Hang war der Höhepunkt fußballerischen Laufbahn von Peter Koch: Mit einem Kopfballtor sowie zwei herausgeholten Elfmetern, von denen einer verwandelt wurde, hatte er maßgeblichen Anteil am 2:2-Unentschieden, das den Bornheimern den Aufstieg in die 2. Bundesliga Süd sicherte.

## 2. Bundesliga Süd, 1975–1979
Für die erste Saison in der 2. Bundesliga Süd, 1975/76, wurde mit Milovan Beljin vom SSV Reutlingen erstmals ein hauptamtlicher Trainer verpflichtet, und acht Neulinge stießen zum FSV, darunter erwiesen sich insbesondere Torhüter Karlheinz Volz (1. FC Köln), und Stürmer Wolfgang Metzler (Germania Niederrodenbach) als echte Verstärkungen. Eine Neuerung für die Spieler, die alle einem Hauptberuf nachgingen, war das von Beljin eingeführte tägliche Training. Er war der Meinung, dass man sich nur so in der zweithöchsten Spielklasse würde etablieren können. Trotz der zahlreichen Neuzugänge zählte Peter Koch – neben weiteren langjährigen Stützen wie Peter Rübenach, Klaus-Peter Stahl und Horst Trimhold – auch in der zweiten Liga zur Stammbesetzung der Bornheimer. In der ersten Saison absolvierte er alle 38 Spiele und erzielte am 13. Spieltag gegen die SpVgg Fürth (4:0) sein erstes Tor als „Profi“. Er blieb aber mit insgesamt nur zwei Treffern deutlich unter seiner aus den Vorjahren gewohnten Quote; mit 13 Toren trug beim FSV in dieser Saison vor allem der Neuzugang Metzler dazu bei, dass die Bornheimer im Verlauf der Saison nie in Abstiegsgefahr gerieten und die Klasse halten konnten.
In den Spielzeiten 1976/77 und 1977/78 etablierte sich der FSV unter Trainer Beljin und weitestgehend gleichem Spielerpersonal im Mittelfeld der zweiten Liga. Zur Runde 1977/78 war allerdings fraglich, ob Peter Koch dem Verein treu bleiben würde, nachdem er sich in der Sommerpause mit Beljin überworfen hatte. Die Unstimmigkeiten ließen sich bereinigen, allerdings musste Koch nach einer roten Karte in einem Freundschaftsspiel sieben Wochen Sperre absitzen. Koch kam in den beiden Spielzeiten auf 30 bzw. 24 Einsätze und erzielte jeweils zwei Tore. Kurz nach Beginn der Rückrunde der Saison 1978/79 musste Koch aufgrund schwerer Knorpel- und Bänderverletzungen seine aktive Laufbahn im Alter von 29 Jahren beenden. Trainer Milowan Beljin, „Schotte“ Trimhold und Klaus-Peter Stahl hatten den Verein bereits zu Rundenbeginn verlassen. 
Das letzte Zweitligaspiel für den FSV bestritt Peter Koch am 21. Januar 1979 am Bornheimer Hang gegen den KSV Baunatal (1:0). Anschließend wurde er Jugendtrainer bei seinem Heimatclub SV Viktoria Preußen. Dort übernahm er in der Saison 1980/81 die Junioren und führte sie in der gleichen Spielzeit auf direktem Weg zur Hessenmeisterschaft. Dem FSV ist er bis heute als regelmäßiger Besucher der Spiele am Bornheimer Hang treu geblieben.